# Jesús Emanuel Vargas De León
Jesús Emanuel Vargas De León, más conocido como Emanuel Lemy (Monterrey, Nuevo León, México, 28 de diciembre de 1988), es un exfutbolista profesional mexicano. Su posición es defensa y su carta pertenece a los Tecos de la Tercera División de México. 
Recibió la oportunidad de debutar gracias a la regla 20/11, un joven defensor con un futuro prometedor el cual recibió la oportunidad de jugar en el primer equipo. Fue dado de alta con el equipo de Tecos B pero con carnet para jugar en el equipo de primera división. 
Hizo su debut en un partido contra los UNAM en el torneo de Clausura 2006 donde los Tecos ganaron 0-1 con gol de Samuel Ochoa. Pese a su corta edad después de varias lesiones entre ellas una fractura de peroné se retiró del fútbol a la edad de 19 años. 
| Club        | País   | Año |
| ----------- | ------ | --- |
| Estudiantes | México |     |